# 当選商法
当選商法（とうせんしょうほう）とは当せんする事が確実の抽選をして客を称賛して気分が高揚した勢いで入会や購入を促す商法。
2007年にはUSENから委託を受けた業者が当選商法に該当する商法を行っていると報道された。詳細はUSEN#顧客勧誘問題を参照。
2013年にはウォーターサーバー業者などが当選商法を働いていることが報告され、国民消費生活センターでは注意を呼びかけている。